# Raoul I. de Brienne
Raoul I. de Brienne (* 1302; † 18. Januar 1344 in Paris) war Sohn von Johann III., Graf von Eu und Johanna, Gräfin von Guînes. Er folgte seinem Vater, der in der Sporenschlacht fiel, bereits im Jahr seiner Geburt als Graf von Eu.

Das Wappen von Raoul de Brienne, Comte d’Eu.

1327 wurde er Stellvertreter des Königs in der Saintonge, 1329 Connétable von Frankreich. Später wurde er erneut Stellvertreter des Königs, erst in Hennegau, später (1331) im Languedoc. Er begleitete Johann von Böhmen, König von Böhmen, nach Italien. 1332 vermittelte er den Friedensvertrag zwischen Frankreich und Kastilien.
Raoul I. de Brienne starb 41-jährig bei einem Turnier. Er wurde in Foucarmont bestattet.
1315 heiratete er Jeanne de Mello († 1351), Herrin von Lormes und Château-Chinon, Tochter von Dreux de Mello aus dem Haus Mello, Herrn von Château-Chinon, Jarnac, Sainte-Hermine etc., und Jeanne de Toucy. Das Paar hatte drei Kinder:
- Raoul II. († 1350), Graf von Eu und Guînes, Connétable von Frankreich
- Jeanne († 1389), Herrin von Château-Chinon, Darcy etc.; ⚭ I Gautier VI., Graf von Brienne, Lecce und Conversano, Titularherzog von Athen, 1356 Connétable von Frankreich; ⚭ II Ludwig von Évreux († 1400), Graf von Étampes
- Marie († jung)

| Vorgänger               | Amt                                 | Nachfolger           |
| ----------------------- | ----------------------------------- | -------------------- |
| Johann III.             | Graf von Eu 1302–1344               | Raoul II. de Brienne |
| Johanna von Guînes      | Graf von Guînes 1332–1344           | Raoul II. de Brienne |
| Walter V. von Châtillon | Connétable von Frankreich 1329–1344 | Raoul II. de Brienne |

| Personendaten    | Personendaten          |
| ---------------- | ---------------------- |
| NAME             | Raoul I. de Brienne    |
| KURZBESCHREIBUNG | Graf von Eu und Guînes |
| GEBURTSDATUM     | 1302                   |
| STERBEDATUM      | 18. Januar 1344        |
| STERBEORT        | Paris                  |